# Poplar Forest

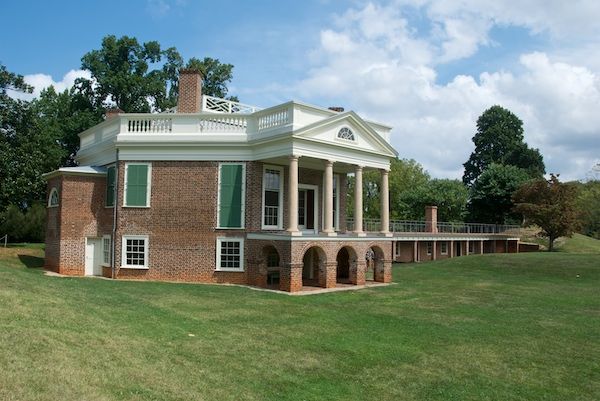
Poplar Forest

Poplar Forest was een plantage en plantagehuis van de Amerikaanse president Thomas Jefferson in wat nu Forest (Virginia) is. Jefferson ontwierp en gebruikte het als de plaats om zich in rust terug te trekken en te ontsnappen aan de vele bezoekers die hij in Monticello over de vloer kreeg, en hij werkte er aan van 1806 tot aan zijn overlijden twintig jaar later.
Poplar Forest is in gebruik als museum. In 1970 werd het bouwwerk, in de typerende jeffersoniaanse stijl, erkend als National Historic Landmark. Terwijl Monticello en de Universiteit van Virginia sinds 1987 erkend zijn als UNESCO Werelderfgoed, staan Poplar Forest en het Capitool van Virginia op de tentatieve lijst van sites die de VS graag als Werelderfgoed erkend zou zien.